# L'albero in provetta
L' albero in provetta (The Tree in a Test Tube) è un cortometraggio del 1942 con Stanlio e Ollio, prodotto dal Dipartimento dell'Agricoltura degli Stati Uniti.
È uno dei pochi filmati a colori interpretato da Stanlio e Ollio, girato in Kodachrome nel formato 16 millimetri.

## Trama

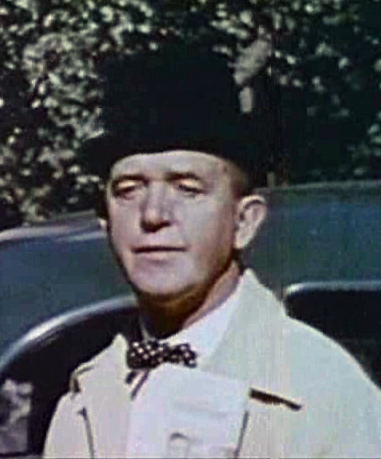
Stanlio

È un filmato di propaganda della seconda guerra mondiale, Stanlio e Ollio non parlano, il commentatore del filmato spiega come il legno e la cellulosa, ma soprattutto i suoi derivati sono onnipresenti in tutti gli oggetti che ogni individuo si porta appresso. Il commentatore quindi fa aprire la valigia che Stanlio e Ollio hanno in auto e spiega come ogni oggetto contenuto nella valigia sia fatto di legno o da un suo derivato.

## Produzione
Nonostante si sia sempre creduto fosse del 1943 in realtà fu girato nel 1941 e uscito successivamente nella primavera del 1942.
Nella versione doppiata in italiano negli anni '80 dalla Rai, nonostante Stanlio e Ollio non parlino, si può sentire una risata di Ollio doppiata da Giorgio Ariani.